# James Pickens Jr.
James Pickens Jr. (Cleveland, Ohio, 26 de octubre de 1954) es un actor estadounidense. Más conocido por interpretar al Dr. Richard Webber en la serie Grey's Anatomy.

## Biografía
James Pickens Jr. nació en Cleveland, Ohio el 26 de octubre de 1954. Su padre, James Pickens Sr., trabajaba para la ciudad de Cleveland. Comenzó a actuar cuando era estudiante en la Universidad Estatal de Bowling Green. Pickens obtuvo su título de Licenciado en Bellas Artes de la UEBG en el 1976.

## Vida personal
Pickens se casó con Gina Taylor, una exmiembro de la banda de disco, Musique el 27 de mayo de 1984 y tienen dos hijos: Carl y Gavyn.
En su tiempo libre, se puede encontrar a Pickens montando a caballo y atando ganado. Es miembro del Campeonato de Lazada por Equipos de los Estados Unidos y compite en eventos de lazada en todo el país. Es dueño de un caballo de raza Cuarto de milla americano llamado Smokey.

## Filmografía

### Cine
| Año  | Película                       | Personaje               | Director              |
| ---- | ------------------------------ | ----------------------- | --------------------- |
| 1986 | F/X                            | Conductor de ambulancia | Robert Mandel         |
| 1987 | Hotshot                        |                         |                       |
| 1992 | Trespass                       | Oficial Reese           | Walter Hill           |
| 1993 | Boiling Point                  | Carcelero               | James B. Harris       |
| 1993 | Menace II Society              |                         | Albert y Allen Hughes |
| 1994 | Hostile Intentions             | Capitán Connor          |                       |
| 1994 | Jimmy Hollywood                | Cocinero                | Barry Levinson        |
| 1995 | Dead Presidents                | Sr. Curtis              | Albert y Allen Hughes |
| 1995 | Nixon                          | Orador negro            | Oliver Stone          |
| 1996 | Power 98                       | Detective Wilkinson     | Jaime Hellman         |
| 1996 | Sleepers                       | Guardia Marlboro        | Barry Levinson        |
| 1996 | Ghosts of Mississippi          | Medgar Evers            | Rob Reiner            |
| 1997 | Gridlock'd                     | Supervisor              | Vondie Curtis-Hall    |
| 1997 | El astronauta                  | Ben Stevens             | Stuart Gillard        |
| 1998 | Esfera                         | O.S.S.A. Instructor     | Barry Levinson        |
| 1998 | Bulworth                       | Tío David               | Warren Beatty         |
| 1998 | How Stella Got Her Groove Back | Walter Payne            | Kevin Rodney Sullivan |
| 1999 | Liberty Heights                | Padre de Sylvia         | Barry Levinson        |
| 2000 | Traffic                        | Ben Williams            | Steven Soderbergh     |
| 2002 | Red Dragon                     | Doctor del zoológico    | Brett Ratner          |
| 2002 | Home Room                      | Director Robbins        | Paul F. Ryan          |
| 2003 | White Rush                     | Denny                   | Mark L. Lester        |
| 2005 | Veneno                         | Alguacil                | Jim Gillespie         |
| 2008 | Ball Don't Lie                 | Roberto                 | Brin Hill             |
| 2010 | Just Wright                    | Lloyd Wright            | Sanaa Hamri           |
| 2013 | 42                             | Sr. Brock               | Brian Helgeland       |

### Televisión
| Año             | Título                         | Personaje                                | Canal             | Notas                              |
| --------------- | ------------------------------ | ---------------------------------------- | ----------------- | ---------------------------------- |
| 1986-1990       | Another World                  | Zack Edwards                             | NBC               |                                    |
| 1990-1996; 2018 | Roseanne                       | Chuck Mitchell                           | ABC               | 21 episodios                       |
| 1991-1992       | Beverly Hills, 90210           | Henry Thomas                             | FOX               | 10 episodios                       |
| 1992            | Blossom                        | Vinnie                                   | NBC               | Episodio: "The Letter"             |
| 1992            | Parker Lewis Can't Lose        | Fred                                     | FOX               | Episodio: "Hungry Heart"           |
| 1992            | L. A. Law                      | Joseph Russell                           | NBC               | Episodio: "Zo Long"                |
| 1992            | Doogie Howser, M. D.           | Jerry                                    | ABC               | Episodio: "Roommate with a View"   |
| 1992            | Exclusive                      | Jonathan Heglin                          |                   | Telefilme                          |
| 1993            | NYPD Blue                      | Nathan                                   | ABC               | Episodio: "Personal Foul"          |
| 1993            | Murder, She Wrote              | Sonny Greene                             | CBS               | Episodio: "The Survivor"           |
| 1994            | Renegado                       | Teniente Pete Calloway                   | Syndication       | Episodio: "Hostage"                |
| 1994            | Entrenador                     | Rick Williams                            | ABC               | Episodio: "Blue Chip Blues"        |
| 1994            | Me and the Boys                | Entrenador                               | ABC               | Episodio: "Black Dads Can't Jump"  |
| 1994            | Sodbusters                     | Isaac                                    |                   | Telefilme                          |
| 1994            | A Child's Cry for Help         | Brad Currie                              | NBC               | Telefilme                          |
| 1994            | Lily in Winter                 | Chick                                    |                   | Telefilme                          |
| 1995            | Trail by Fire                  |                                          |                   | Telefilme                          |
| 1995            | Sharon's Secret                | Ashmore                                  |                   | Telefilme                          |
| 1995            | Touched by an Angel            | George                                   | CBS               | Episodio: "The Driver"             |
| 1996            | In the House                   | Russell                                  | UPN               | Episodio: "My Crazy Valentine"     |
| 1996            | The Lazarus Man                |                                          | TNT               | Episodio: "The Conspirator"        |
| 1996            | One West Waikiki               |                                          | CBS               | Episodio: "Allergic to Golf"       |
| 1996            | Dangerous Minds                | Entrenador Butch Kelly                   | ABC               | Episodio: "Moonstruck"             |
| 1996            | Bloodhounds                    | Agente John DeGraf                       |                   | Telefilme                          |
| 1996-1997       | Something So Right             | Jim                                      | NBC               | 5 episodios                        |
| 1997            | Pacific Palisades              | Josh Smith                               | FOX               | Episodio: "Past & Present Danger"  |
| 1997            | Walker, Ranger de Texas        | Sargento del Estado Mayor Luther Parrish | CBS               | Episodio: "The Fighting McLains"   |
| 1997-1998       | Brooklyn South                 | Detective                                | CBS               | 4 episodios                        |
| 1997-2000       | The Practice                   | Detective Mike McKrew                    | ABC               | 15 episodios                       |
| 1998            | The Pretender                  | Clark Thomas                             | NBC               | Episodio: "Crash"                  |
| 1998            | Seinfeld                       | Detective Hudson                         | NBC               | Episodio: "The Finale"             |
| 1998            | Little Girl Fly Away           | Detective Walter Engelhart               |                   | Telefilme                          |
| 1998-2000       | Any Day Now                    | Juez Lucius Pearl                        | Lifetime          | 3 episodios                        |
| 1998-2002; 2018 | The X-Files                    | Director Adjunto del FBI Alvin Kersh     | FOX               | 20 episodios                       |
| 1999            | Vengeance Unlimited            | Sr. Hobbs                                | ABC               | Episodio: "Friends"                |
| 1999            | JAG                            | Comandante Wallace Burke                 | CBS               | 2 episodios                        |
| 1999            | A Slight Case of Murder        | Detective Larry Gray                     |                   | Telefilme                          |
| 2000            | City of Angels                 | Wilson Patterson                         | CBS               | 3 episodios                        |
| 2000            | Daddio                         | Doug Grayson                             | NBC               | Episodio: "The Premium Also Rises" |
| 2000            | The District                   | Sr. Lane                                 | CBS               | Episodio: "The Real Terrorist"     |
| 2000            | Family Law                     |                                          | CBS               | Episodio: "Family Values"          |
| 2000            | NYPD Blue                      | Teniente Joe Abner                       | ABC               | 3 episodios                        |
| 2001            | Semper Fi                      | Sr. Maddox                               |                   | Telefilme                          |
| 2001-2002       | Philly                         | Clyde Coleman                            | ABC               | 7 episodios                        |
| 2002            | Strong Medicine                | Dr. Everett Sloane                       | Lifetime          | Episodio: "Outcomes"               |
| 2002            | Crossing Jordan                | Agrnte Hawkins                           | NBC               | Episodio: "Bombs Away"             |
| 2002            | MDs                            | Sr. Farrell                              | ABC               | Episodio: "Cruel and Unusual"      |
| 2002-2003       | Six Feet Under                 | Roderick Charles                         | HBO               | 2 episodios                        |
| 2002-2003       | Becker                         | Cliff Bennett                            | CBS               | 2 episodios                        |
| 2003            | CSI Miami                      | Prison Warden                            | CBS               | Episodio: "Body Count"             |
| 2003            | The Lyon's Den                 | Terrance Christianson                    | NBC               | 3 episodios                        |
| 2004            | Line of Fire                   | Kenneth Stevens                          | ABC               | Episodio: "The Senator"            |
| 2004            | El ala oeste de la Casa Blanca | Alcalde                                  | NBC               | Episodio: "Full Disclosure"        |
| 2004            | Jack & Bobby                   | Marcus Ride                              | The WB            | Episodio: "Piloto"                 |
| 2005            | Curb Your Enthusiasm           | Doctor                                   | HBO               | 2 episodios                        |
| 2005-presente   | Grey's Anatomy                 | Dr. Richard Webber                       | ABC               | Papel principal                    |
| 2007-2009       | Private Practice               | Dr. Richard Webber                       | ABC               | 2 episodios                        |
| 2010            | Seattle Grace: Message of Hope | Dr. Richard Webber                       | ABC               | 6 episodios                        |
| 2018            | Grey's Anatomy: B-Team         | Dr. Richard Webber                       | ABC               | 1 episodio                         |
| 2018            | Yellowstone                    | Vaquero                                  | Paramount Network | Episodio: "The Unravelling, Pt. 2" |
| 2018-presente   | The Conners                    | Chuck Mitchell                           | ABC               |                                    |
| 2020-presente   | Station 19                     | Dr. Richard Webber                       | ABC               | Papel recurrente                   |